# Oskar Fischer (lekarz)

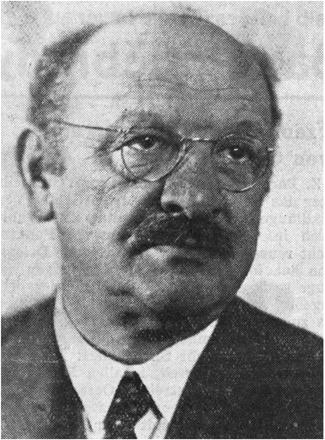
Oskar Fischer

Oskar Fischer (ur. 12 kwietnia 1876 w Slaný, zm. 28 lutego 1942 w KL Theresienstadt) – austriacki lekarz, neurolog, neuropatolog.

## Życiorys
Studiował na Uniwersytecie Karola w Pradze i w Strasburgu, tytuł doktora medycyny otrzymał w Pradze w 1900 roku, następnie był asystentem na tym uniwersytecie, najpierw u Arnolda Picka, potem u Ottona Pötzla. Do 1941 roku prowadził własną praktykę.

## Dorobek naukowy
W swoich pracach Fischer przedstawił jedne z pierwszych opisów blaszek starczych (amyloidowych). W przeciwieństwie do Blocqa, Marinescu i Redlicha, nie uważał ich za wytwory komórek glejowych. Jako pierwszy powiązał obecność blaszek z objawami psychiatrycznymi, których zespół był wówczas określany jako prezbiofrenia.

## Wybrane prace
- Ein Beitrag zur Lehre von der Hemiatrophia facialis progressiva, „Mschr Psychiat Neurol”, 14 (5), 1903, s. 366–373, DOI: 10.1159/000219350, ISSN 0014-3022.
- Über die Lage der für die Innervation der unteren Extremitäten bestimmten Fasern der Pyramidenbahn, „Monatsschrift für Psychiatrie und Neurologie”, 17 (5), 1905, s. 385–389, DOI: 10.1159/000219165, ISSN 0014-3022.
- Miliare Nekrosen mit drusigen Wucherungen der Neurofibrillen, eine regelmässige Veränderung der Hirnrinde bei seniler Demenz, „Monatsschrift für Psychiatrie und Neurologie”, 22 (4), 1907, s. 361–372, DOI: 10.1159/000211873, ISSN 0014-3022.)
- Ein weiterer Beitrag zur Klinik und Pathogenese der hysterischen Dysmegalopsie, „Monatsschrift für Psychiatrie und Neurologie”, 21 (1), 1907, s. 1–19, DOI: 10.1159/000211559, ISSN 0014-3022.
- Ueber die sogenannten rhythmischen, mit dem Puls synchronen Muskelzuckungen bei der progressiven Paralyse, „Monatsschrift für Psychiatrie und Neurologie”, 21 (3), 1907, s. 273–280, DOI: 10.1159/000211594, ISSN 0014-3022.
- Ueber abnorme Myelinumscheidung in der Grosshirnrinde nebst einigen Bemerkungen zur Technik der Markfaserfärbung, „Monatsschrift für Psychiatrie und Neurologie”, 25 (5), 1909, s. 404–408, DOI: 10.1159/000210498, ISSN 0014-3022.
- Die presbyophrene Demenz, deren anatomische Grundlage und klinische Abgrenzung. Z ges Neurol Psychiat 3, ss. 371-471 (1910)
- Der spongiöse Rindenschwund, ein besonderer Destruktionsprozess der Hirnrinde. Z ges Neurol Psychiat 7, ss. 1-33 (1911)
- Ein weiterer Beitrag zur Klinik und Pathologie der presbyophrenen Demenz. Z ges Neurol Psychiat 12, ss. 99-135 (1912)
- Bemerkungen zur phlogetischen (Leukozytose)-Therapie und über ein neues Mittel für die Therapie der Metalues. Medizinische Klinik 28, ss. 1-11 (1922)
- Telepathie und des Hellsehens. Berlin: Urban & Schwarzenberg, 1924